# 예블레보리주

예블레보리 주의 문장

예블레보리 주의 위치

예블레보리주(스웨덴어: Gävleborgs län)는 스웨덴 발트해 연안에 위치한 주로 주도는 예블레이며 면적은 6,989km2, 인구는 36,533명(2011년 기준)이다. 남쪽으로는 웁살라주와 베스트만란드주, 서쪽으로는 달라르나주, 북서쪽으로는 옘틀란드주, 북쪽으로는 베스테르노를란드주와 접한다.

## 자치시

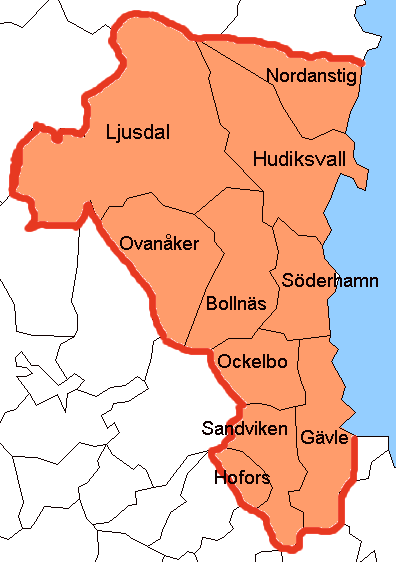
예블레보리 주의 자치시

예블레보리주는 10개 자치시로 구성되어 있다.
- 볼네스시 (Bollnäs)
- 예블레시 (Gävle)
- 호포르스시 (Hofors)
- 후딕스발시 (Hudiksvall)
- 유스달시 (Ljusdal)
- 노르단스티그시 (Nordanstig)
- 오켈보시 (Ockelbo)
- 오바노케르시 (Ovanåker)
- 산드비켄시 (Sandviken)
- 쇠데르함시 (Söderhamn)